# 夜泣き石 (小夜の中山)

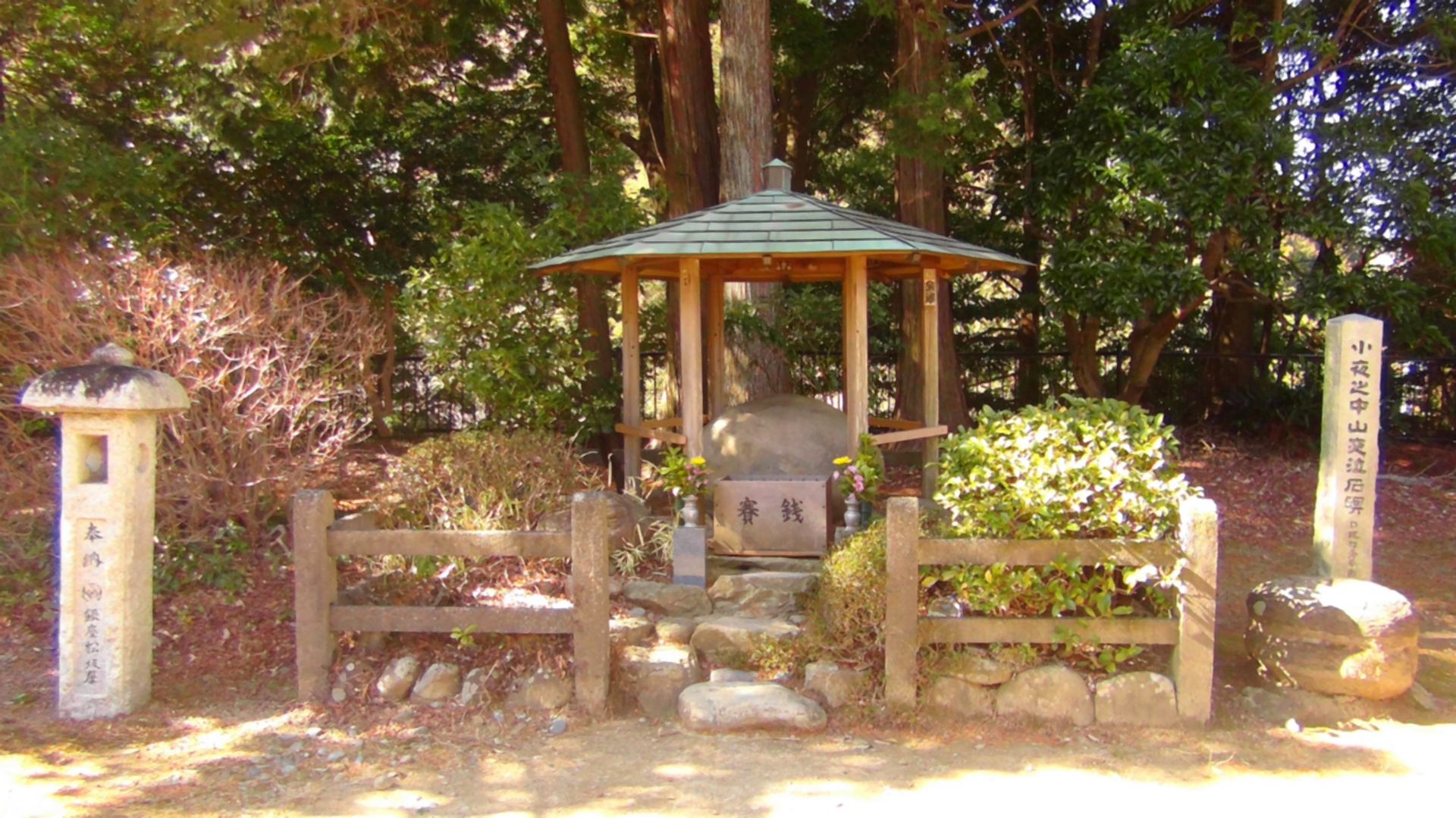
国道1号沿いにある夜泣き石

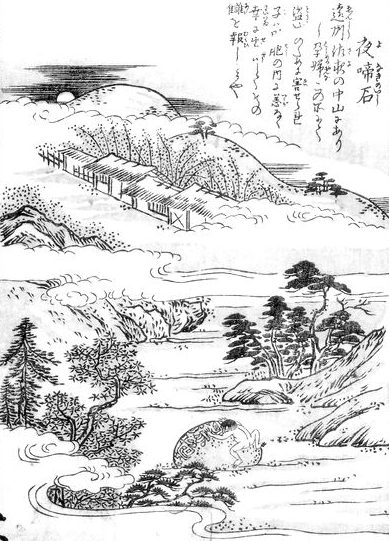
夜泣石
鳥山石燕『今昔百鬼拾遺』
解説文に「遠州中山で妊婦が殺され…」とあることから、本項の夜泣き石を描いたものとされる

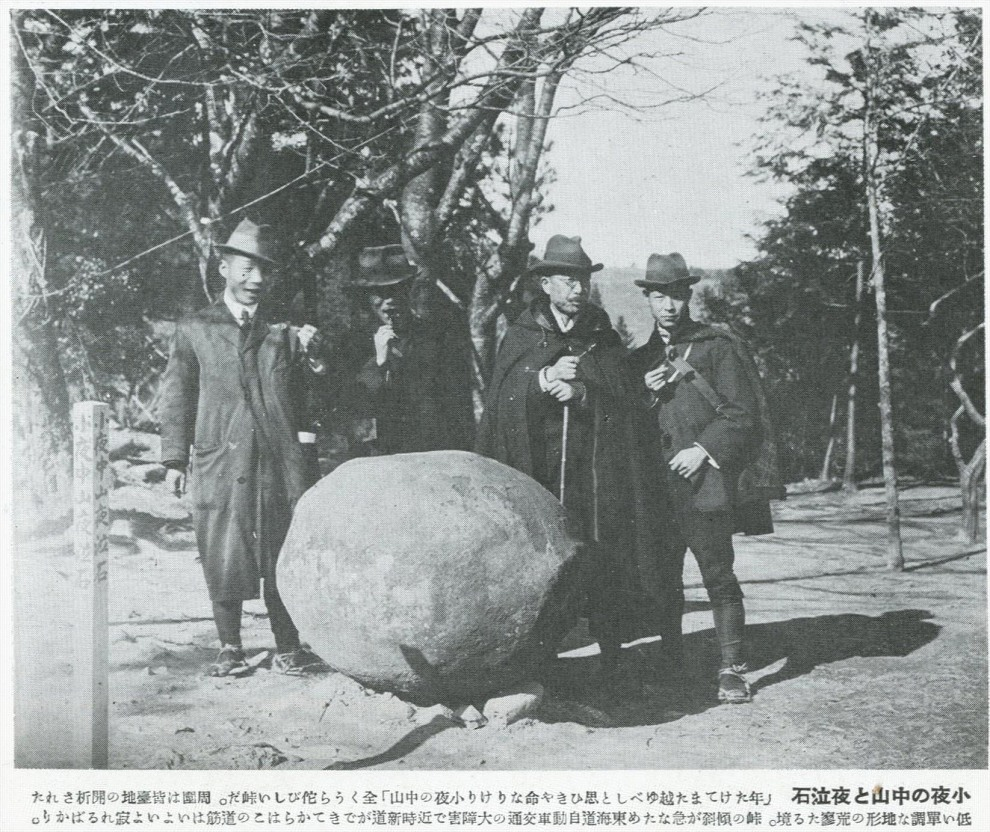
小夜中山夜泣石
「日本地理風俗大系 第5巻」(1929年)より

夜泣き石（よなきいし）は、静岡県（旧遠江国）掛川市佐夜鹿の小夜の中山（さよのなかやま）峠にある石。夜になると泣くという伝説があり、遠州七不思議のひとつに数えられる。
地図上では佐夜の中山と表記されるが、夜泣き石の伝説においては小夜の中山と表記されることが多い。このページでは小夜の中山とする。

## 夜泣き石の伝説
小夜の中山峠は、旧東海道の金谷宿と日坂宿の間にあり、急峻な坂のつづく難所である。曲亭馬琴の『石言遺響』（文化2年、1805年）によれば、その昔、お石という身重の女が小夜の中山に住んでいた。ある日お石がふもとの菊川の里（現・静岡県島田市菊川）で仕事をして帰る途中、中山の丸石の松の根元で陣痛に見舞われ苦しんでいた。そこを通りかかった轟業右衛門という男がしばらく介抱していたのだが、お石が金を持っていることを知ると斬り殺して金を奪い逃げ去った。
その時お石の傷口から子供が生まれた。そばにあった丸石にお石の霊が乗り移って夜毎に泣いたため、里の者はその石を「夜泣き石」と呼んでおそれた。生まれた子は夜泣き石のおかげで近くにある久延寺の和尚に発見され、音八と名付けられて飴で育てられた。音八は成長すると、大和の国の刀研師の弟子となり、すぐに評判の刀研師となった。
そんなある日、音八は客の持ってきた刀を見て「いい刀だが、刃こぼれしているのが実に残念だ」というと、客は「去る十数年前、小夜の中山の丸石の附近で妊婦を切り捨てた時に石にあたったのだ」と言ったため、音八はこの客が母の仇と知り、名乗りをあげて恨みをはらしたということである。
その後、この話を聞き同情した弘法大師（空海）が、石に仏号をきざんでいったという。
なお、ほぼ同様の伝説が安永2年（1773年）刊行の随筆「煙霞綺談」（遠州の人・西村白鳥 著）にも記載されている。

## 夜泣き石の場所
現在夜泣き石と伝えられている石は2つ存在し、以下の場所に安置されている。
- 国道1号小夜の中山トンネルの手前（東京側）の道路脇（北緯34度49分19秒 東経138度05分50秒 / 北緯34.821825度 東経138.097253度 [2]）
「夜泣き石」を東京で見せ物にする興行[3]が失敗し、焼津に置き去りになっていたものを地元の人々が運んだとされる[4]。
- 久延寺境内（北緯34度48分59秒 東経138度05分50秒 / 北緯34.816464度 東経138.097183度）
こちらは本来の夜泣き石ではない。

また、かつて置かれていた場所には、夜泣石跡の石碑がある（北緯34度48分19秒 東経138度05分02秒 / 北緯34.805314618136876度 東経138.0839238768517度）。

## 子育て飴

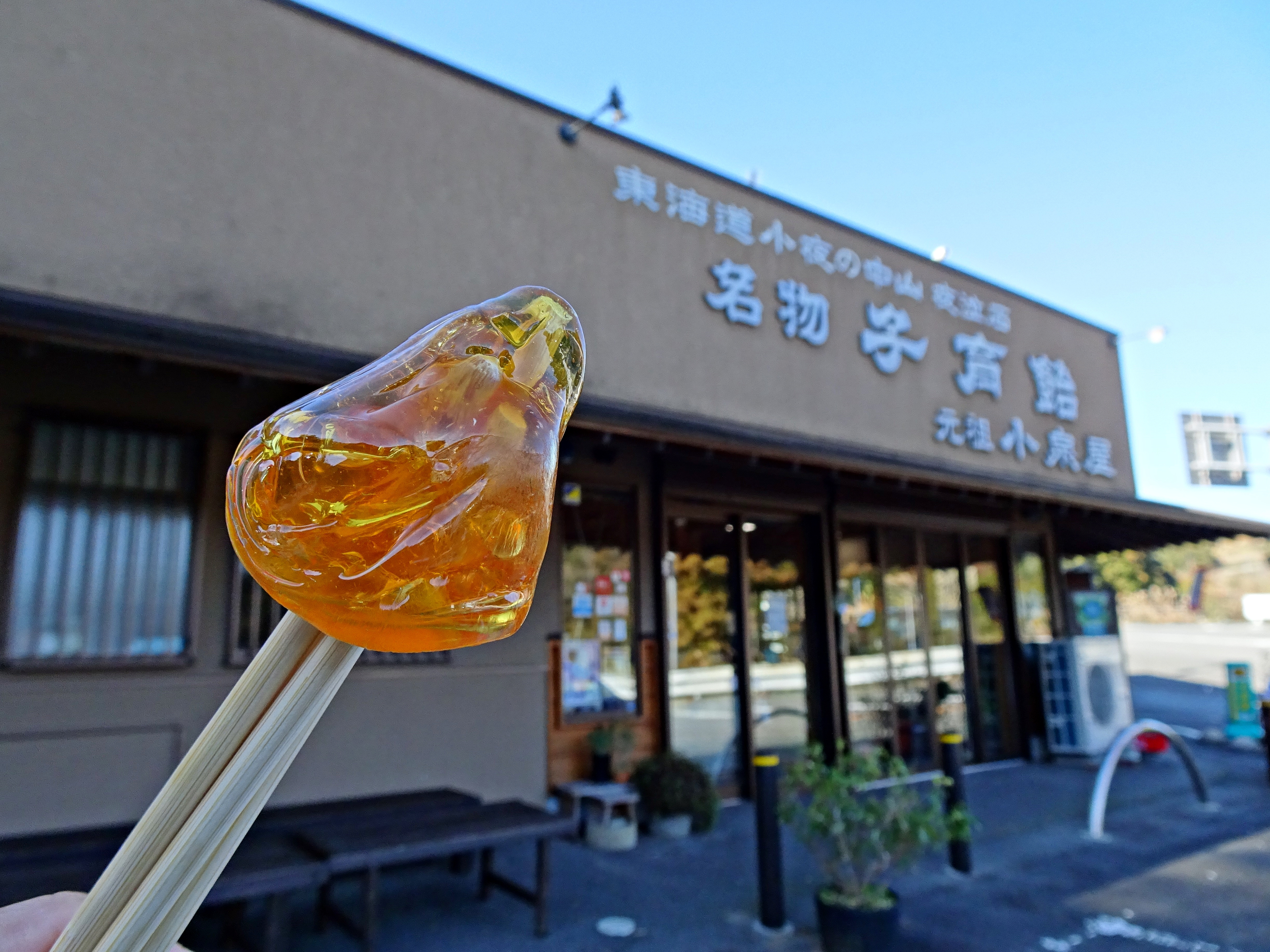
名物子育飴

久延寺の和尚が飴で子を育てたという伝説から、子育て飴という、琥珀色の水飴が小夜の中山の名物となっている。久延寺の隣にある茶屋「扇屋」が、峠を通る客に出したのが始まりとされる。「扇屋」と国道1号小夜の中山トンネル脇の「小泉屋」で現在も昔ながらの製法で作られている。